# Symbolanthus camanensis
Symbolanthus camanensis är en gentianaväxtart som beskrevs av B. Maguire och B.M. Boom. Symbolanthus camanensis ingår i släktet Symbolanthus och familjen gentianaväxter. Inga underarter finns listade i Catalogue of Life.